# Mór
Mór es una ciudad ubicada en el condado de Fejér, Hungría. Es una de las ciudades más pequeñas de la región central de Transdanubia, se encuentra entre las colinas Vértes y Bakony, en la parte del noroeste del condado de Fejér. La ciudad es el centro económico, institucional y cultural de la pequeña región de Mór, que incluye 13 asentamientos. El desarrollo de la ciudad comenzó con la llegada de colonos alemanes y monjes capuchinos en 1697.

## Historia

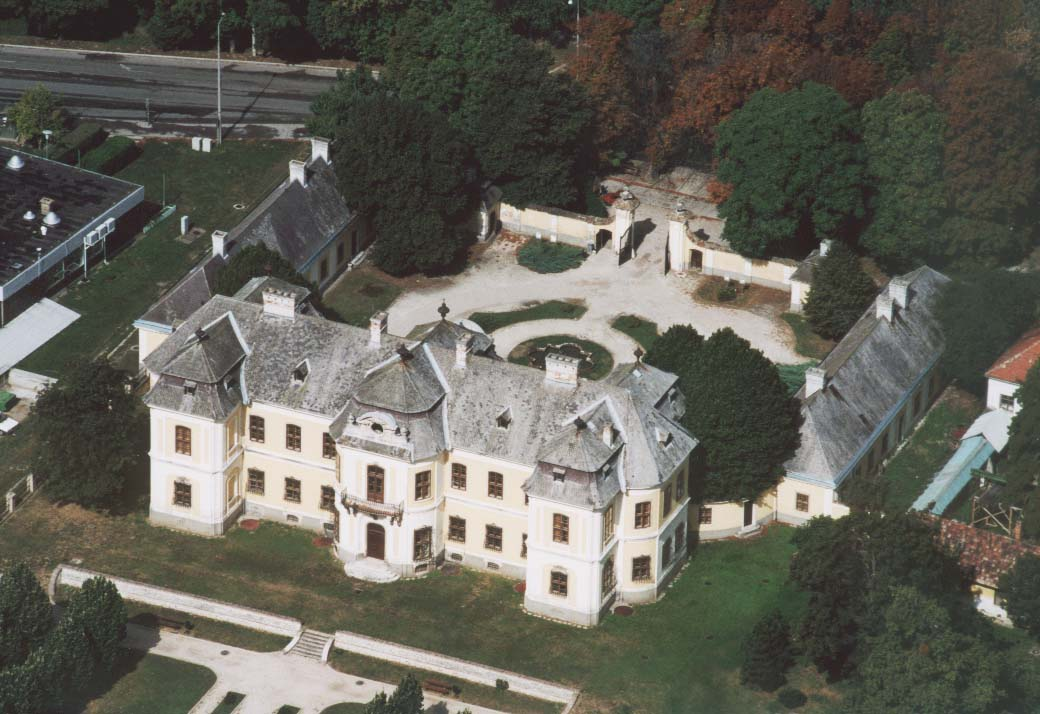
Mansión Lamberg

Los orígenes históricos de la ciudad se remontan a la época celta y romana. La industria y la clase media surgieron en el siglo XIX. Sándor Wekerle, ilustre personaje y político de la ciudad, fue en tres oportunidades primer ministro de Hungría.
La ciudad fue un referente en la producción de vino a gran escala, sin embargo, ésta cesó y solo algunas empresas del sector turismo y bodegas familiares evocan la reputación que mantuvo la ciudad en esta actividad económica. La ciudad todavía conserva el museo del vino y una variedad de bodegas.
Entre los sitios y lugares históricos de la localidad de Mór se encuentran, por ejemplo, la mansión Lamberg, diseñada por Jakab Fellner, una de las edificaciones históricas más representativas de la ciudad que ejemplifica la arquitectura barroca empleada en Hungría. También el Láncos-kastély, una mansión construida en 1790 con el estilo Luis XVI y la iglesia y el monasterio de los Capuchinos que data del siglo XVIII, entre otros.

## Demografía
Hasta 2022 la población era de 13 550 habitantes, con una densidad de población de 124,8 habitantes por kilómetros cuadrados. El 52% de la población era masculina (equivalente a 6499 hombres) y el 48% femenina (7051 mujeres). En cuanto a los grupos de edad, hasta el 2022 la localidad contaba con 2054 (15,2%) personas de 0-14 años, 8864 (65,4%) personas de 15-64 años y 2632 (19,4%) personas de 65 o más años.

## Actividad económica
La ciudad es conocida como uno de los grandes centros económicos, comerciales y culturales del condado de Fejér. En la localidad se celebran diversas fiestas culturales, además de actividades y programas gastronómicos, vitivinícolas, musicales (conciertos), deportivos y de entretenimientos. Todos estos programas incentivan el turismo.

## Personajes
Entre los personajes referentes de la localidad de Mór se encuentran Sándor Büchler, erudito y educador húngaro, Ferenc Krausz, Premio Nobel de Física «por sus métodos experimentales que generan pulsos de luz de attosegundos para el estudio de la dinámica de los electrones en la materia», Franz Philipp von Lamberg, autor y militar que participó en la Revolución Cívica y Guerra de Independencia húngaras de 1848-1849, el mencionado Sándor Wekerle, primer ministro de Hungría, Csaba Spandler, futbolista profesional del Puskás Akadémia FC, entre otros.